# Sanni
Sanni (właśc. Sanni Mari Elina Kurkisuo; ur. 26 maja 1993 w Lohji) to fińska piosenkarka, kompozytorka, muzyk i była aktorka. Pierwszą popularność zyskała dzięki roli w filmie Miss Farkku-Suomi w 2012 roku. Rok później rozpoczęła karierę muzyczną, i od tego czasu wydała cztery albumy studyjne. Od początku gościła też na nagraniach innych muzyków. Między innymi wystąpiła też w czwartym i siódmym wydaniu programu Vain elämää.
Sanni jest znana z własnego stylu, a media zaliczają ją do najpopularniejszych fińskich artystów. Jest najczęściej słuchaną fińską piosenkarką na Spotify i trzykrotnie była laureatką nagrody Emma. Jednocześnie irytuje odważnymi, czasem frywolnymi tekstami.

## Początki
Sanni Mari Elina Kurkisuo urodziła się 26. maja 1993 w miejscowości Lohja w regionie Uusimaa. Jej matka jest konsultantem biznesowym, ale śpiewała też w miejscowym cover bandzie. Ojciec jest elektrykiem, a ojczym dyrektorem przedszkola. Sanni ma też trzy lata starszą siostrę Essi.
Sanni rozpoczęła naukę gry na skrzypcach w wieku 5 lat, po tym jak na imprezie dla dzieci w Lohji zobaczyła dziecięcy zespół skrzypcowy Viuluviikarit. W roku 2001 jej opowiadanie Lintu, joka halusi laulaa ("Ptak, który chciał śpiewać") zdobyło nagrodę Napero-Finlandia (konkurs literacki dla 6-13-latków). Kiedy Sanni usłyszała w radio piosenkę Anouk ”Nobody's Wife”, rozpoczęła również naukę gry na gitarze. Za ”prawdziwe robienie muzyki” zabrała się w szkole średniej, gdzie założyła zespół pop punkowy Captor. Zespół zdobył drugą nagrodę w konkursie Ääni ja vimma w roku 2009. W tym czasie spotkała producenta muzycznego Henriego ”Hank Solo” Salonena i rozpoczęli współpracę. W 2009 przeniosła się do Helsinek, żeby kontynuować naukę w tamtejszym liceum muzycznym im. Jeana Sibeliusa. Captor rozpadł się kilka lat później. Sanni zakończyła liceum z maturą wiosną 2012.

## Kariera

### Początek kariery iSotke mut(2012–2014)
Sanni dała się poznać szerokiej publiczności jako odtwórczyni głównej roli w filmie Miss Farkku-Suomi w roku 2012. Gra tam Pike, w której zakochuje się główny bohater Välde (Mikko Neuvonen). Pike wygrywa konkurs piękności i zostaje Miss Farkku-Suomi. Zdecydowała się nie kontynuować tej ścieżki, bo muzyka była dla niej znacznie bardziej interesująca, a jako aktorka ”nie czuła się naturalnie”.
2012 gościła na nagraniu piosenki ”Pumppaa” rapera Aste. Latem Sanni i Hank Solo przygotowali pakiet czterech piosenek, które wysłali do kilku wytwórni płyt. Warner, Universal, Sony i Suomen Musiikki zaoferowały Sanni umowy. W kwietniu 2013 Warner Music Finland wydał jej pierwszego singla, ”Prinsessoja ja astronautteja”. Singiel zajął m.in. trzecie miejsce liście. Pierwszy album Sotke mut wyszedł 20. września 2013 i osiągnął na liście najlepszych albumów dziewiątą pozycję. Producentem był Henri ”Hank Solo” Salonen, który również wspólnie z Sanni komponował wszystkie utwory. Sotke mut było dobrze ocenione przez krytykę, Soundi dało płycie cztery z pięciu gwiazdek, pochwaliło potencjał i wybór muzyki, i porównało ją do produkcji Kanye Westa i Justina Timberlake'a. Album osiągnął status podwójnej platynowej płyty. Także piosenka ”Me ei olla enää me” wylądowała w pierwszej dziesiątce listy przebojów. Na Emma-gaali 2013 Sanni została wybrana piosenkarką roku.

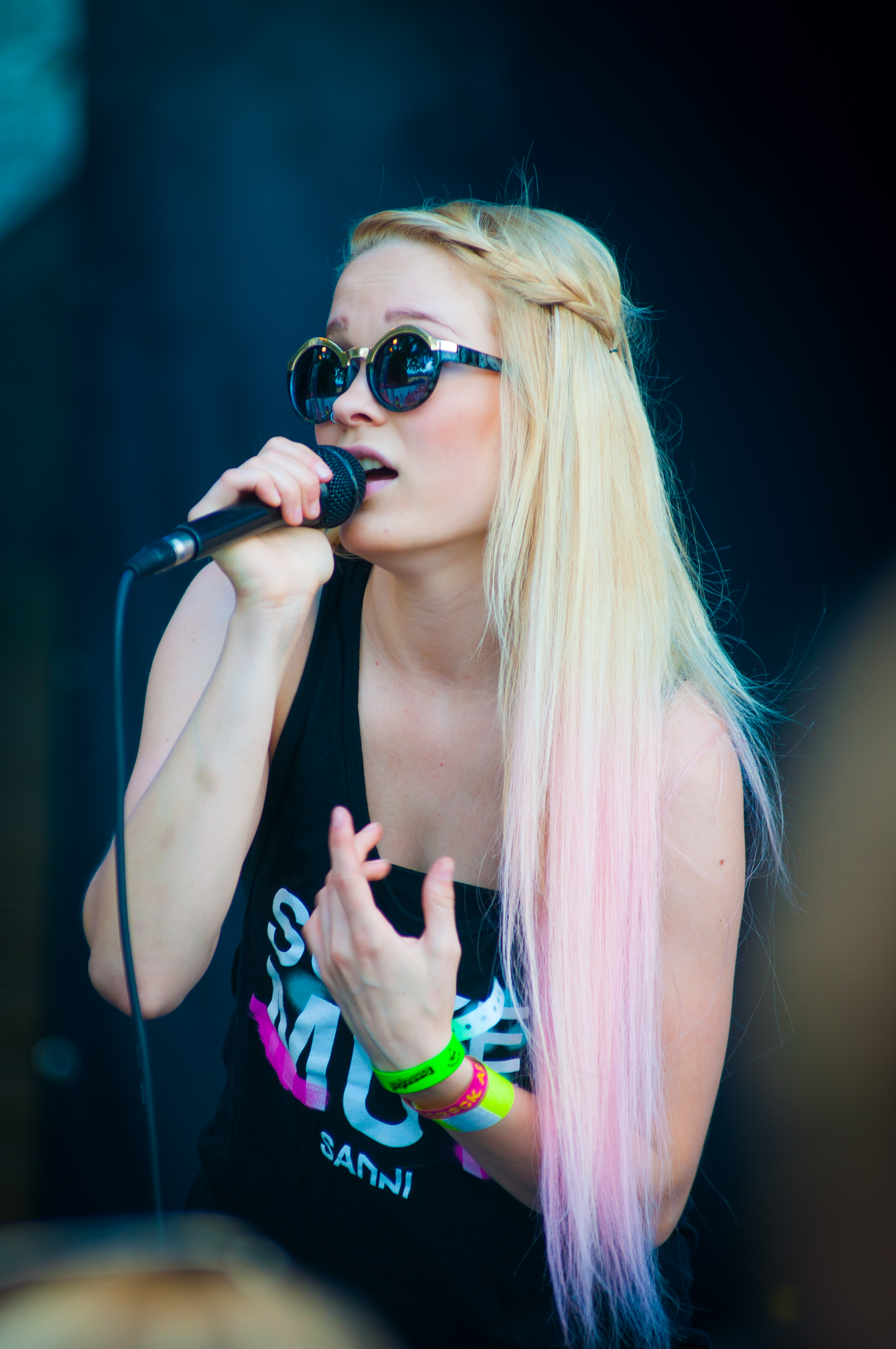
Sanni na Rakuuna Rock w lipcu 2014

W roku 2014 wystąpiła gościnnie na singlach ”Venäläistä rulettii” zespołu JVG i ”Flexaa” Cheek'a, obydwa zajęły wysokie miejsca na listach. W sierpniu zagrała wspólnie z Cheekiem na koncercie na Stadionie Olimpijskim w Helsinkach.

### Lelu(2015)
W lutym 2015 wyszedł singiel ”2080-luvulla”, który od razu znalazł się na szczycie listy downloadów i streamów, a na liście singli zajął trzecie miejsce. Piosenka była najczęściej granym utworem w komercyjnych radiach przez 12 tygodni. Singiel osiągnął status platynowej płyty, a utwór został nagrodzony przez organizację artystów Teosto jako najlepsza piosenka roku. Drugi album studyjny Lelu wyszedł 24 kwietnia 2015 i zajął pierwsze miejsce na liście albumów. Później osiągnął status podwójnej platyny. Lelu zostało dobrze odebrane przez krytykę. Ilta-Sanomat napisało: ”Lelu jest bardziej pewne siebie, odważniejsze i bardziej osobiste niż debiut”.
Latem 2015 Sanni wzięła udział w programie Vain elämää telewizji Nelonen, w którym siedmioro piosenkarzy interpretuje piosenki innych uczestników. Jej udział wywołał poruszenie w mediach społecznościowych, bo do programu zwykle zaprasza się doświadczonych muzyków. Piosenka ”Ei” Maiji Vilkkumaa w jej wykonaniu znalazła się w pierwszej dziesiątce list przebojów. Sanni zaśpiewała też wspólnie z VilleGalle piosenkę ”Lähtisitkö” Pave Maijanena, która znalazła się na szczycie listy singli, a na liście downloadów i przebojów radiowych zajął drugie miejsce. W październiku 2015 gościła na płycie Yhdessä Robina Packalena w piosence ”Miten eskimot suutelee?”. W grudniu wraz z innymi uczestnikami Vain elämää zagrała koncert w Hartwall Arena w Helsinkach. Na Emma-gaali 2015 wybrano Sanni piosenkarką roku, a ”2080-luvulla” najlepszą piosenką roku.

### Sanni(2016–2017)

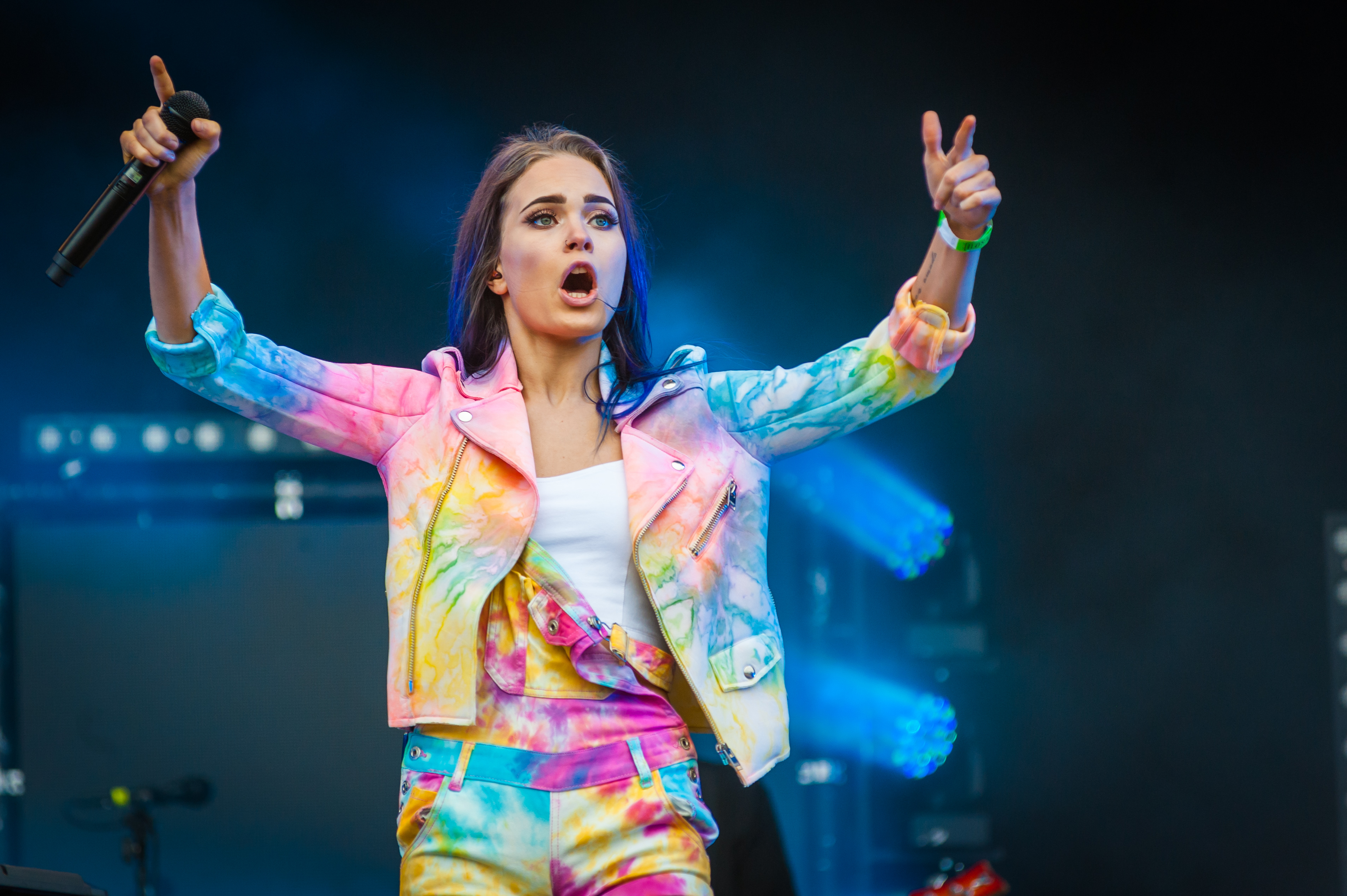
Sanni na Ilosaarirock w lipcu 2016.

W lutym 2016 rozpoczęła nową trasę koncertową i wydała singiel ”Että mitähän vittua”. Piosenka wzbudziła irytację już zanim się ukazała, z powodu przekleństwa w tytule (”vittu” to dosłownie ”pizda”, tytuł można mniej-więcej przetłumaczyć jako ”co do jasnej ***”). ”Että mitähän vittua” ustanowiło nowy rekord na Spotify, w ciągu pierwszych 24 godzin było odsłuchane ponad 340 000 razy. Piosenka znalazła się m.in. na pierwszym miejscu listy singli i downloadów, a na liście streamów osiągnąła status złota szybciej niż każda inna piosenka w Finlandii.
W czerwcu 2016 wyszedł singel ”Vahinko”, który dostał się na szczyt listy downloadów i przebojów radiowych, a na liście singli i streamów zajął drugie miejsce. Videoklip ukazał się 15 sierpnia 2016, ale został następnego dnia zdjęty. Irytację wzbudziły dzieci śpiewające o seksie. O wycofaniu klipu zadecydował Asko Kallonen, szef Warner Music Finnland ds. fińskiej muzyki, który powiedział, że Warner nie miało żadnego udziału w jego produkcji.
W sierpniu 2016 Sanni gościła na debiutanckim singlu Hanka Solo, ”Söpö”, który znalazł się m.in. na szczycie listy singli i streamów. We wrześniu rozpoczęła nową trasę koncertową. Terzeci album studyjny, Sanni ukazał się 7 października 2016 i zajął pierwsze miejsce na liście albumów. Wszystkie piosenki należały również do najczęściej odsłuchowanych na Spotify. Album już przed oficjalną datą wydania osiągnął status platynowej płyty, a później na streamach potrójnej platyny. Płyta miała bardzo dobre krytyki. Helsingin Sanomat i Aamulehti dały jej po cztery z pięciu gwiazdek. Na Emma-gaali 2016 Sanni była nominowana w sześciu kategoriach.
W lutym 2017 rozpoczęła nową trasę koncertową. Piosenkarka gościła również w programie Anssi Kela ja isot biisit, gdzie zaśpiewała piosenkę ”Tahdon rakastella sinua” zespołu Pelle Miljoona & 1980. W lecie wystąpiła z amerykańską grupą Paramore na Ruisrock. Jesienią jeszcze raz gościła w programie Vain elämää. Jej wersja piosenki ”Kelpaat kelle vaan” Juhy Tapio, zaśpiewana wspólnie z Apocaliptycą osiągnęła pierwsze miejsce na liście downloadów i drugie na listach singli i streamów.

### Trippi(2018–)

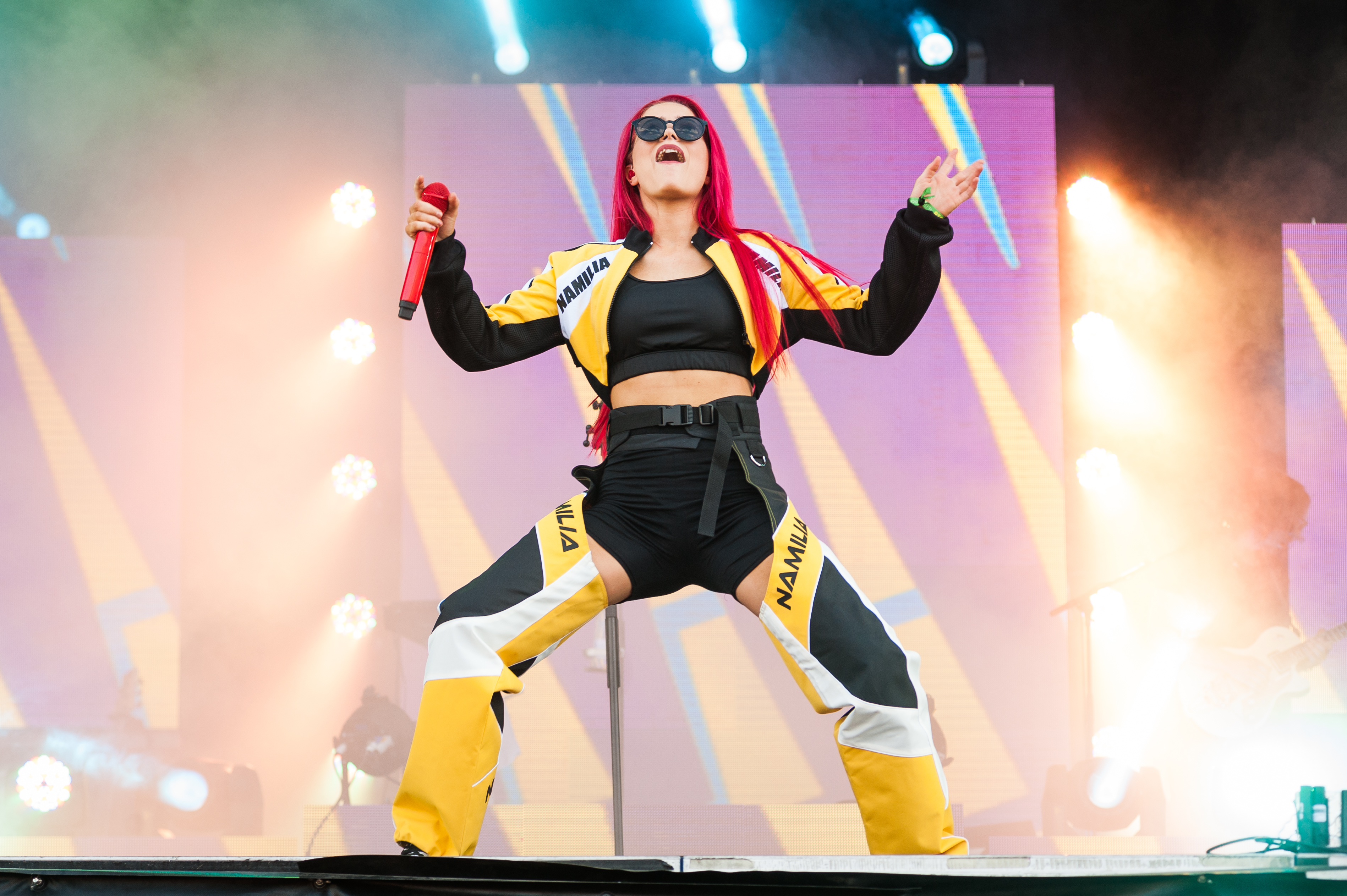
Sanni na Ilosaarirock w lipcu 2018.

W marcu 2018 Sanni wydała singla ”Pornoo”. Piosenka zwróciła uwagę już przed wydaniem, ze względu na tytuł. ”Pornoo” znalazło się na pierwszym miejscu na listach singli, downloadów i streamów. Była to pierwsza piosenka Sanni nie produkowana przez Hanka Solo. Producentem był Simo Jurek Reunamäki. W czerwcu wydała single ”Jacuzzi” i ”Sit ku mä oon vapaa”. Obydwie piosenki znalazły się w pierwszej dziesiątce list przebojów. W październiku wyszły następne single, ”Kaunis koti” i ”Dracula”. Obydwie piosenki zajęły drugie miejsca na listach singli i streamów. 5 października Sanni zagrała w wyprzedanej Hartwall Arenie.
W grudniu 2018 Sanni, Jenni Vartiainen i Vesala gościły na singlu ”Tule lähemmäs beibi 2018” Kaiji Koo. Zaśpiewały też wraz z Kaiją na jej koncercie na Hartwall Arenie. Na oficjalnym przyjęciu z okazji Dnia Niepodległości 6 grudnia w helsińskim hotelu Kämp Sanni zaśpiewała m.in. ”Että mitähän vittua” i ”Sit ku mä oon vapaa”. Wybór piosenek był krytykowany jako nieprzystający do oficjalnej uroczystości. W styczniu 2019 rozpoczęła w Nivala trasę koncertową ”Mun nimi on SANNI”. W lutym była nominowana do nagrody Emma w kategorii piosenkarki roku. Na Emma-gaali zaśpiewała wspólnie z Apocalypticą i Tippą piosenkę ”Me melkein kuoltiin”, która ukazała się później jako singiel.
W maju 2019 Sanni wydała singla ”Hei kevät”, który zajął pierwsze miejsce na liście downloadów, a na liście singli i streamów drugie. Czwarty album studyjny Trippi wyszedł 28 czerwca 2019 i już w pierwszym tygodniu znalazł się na szczycie listy albumów. Płyta osiągnęła status podwójnej platyny i została dobrze przyjęta przez krytykę.
W roku 2019 Sanni była nominowana do nagrody Emma w czterech kategoriach. Od marca 2020 miała rozpocząć trasę koncertową Trippi, która jednak została na razie przesunięta na jesień z powodu pandemii koronawirusa.

## Całokształt i image

### Styl muzyczny i teksty
Muzyka Sanni jest określana jako Pop z wpływami Rapu, R&B i elektronicznej muzyki tanecznej. Ważna jest dla niej aktualność, mówi że chce ”robić coś, czego jeszcze nie słyszano”. Aamulehti pisało w roku 2016 że Sanni ”nie goni za trendami, tylko sama je wyznacza”. Muzycy biorący udział w programie Vain elämää ukuli słowo ”sannittaminen”, żeby określić jej ”oryginalny styl i interpretacje”. Jej charakterystyczny głos jest zarówno chwalony jak i krytykowany. Jej trzy pierwsze albumy, we współpracy z Hankiem Solo, krytycy uznali za niezależne, kreatywne i zaskakujące. Na płycie Trippi chciała ”zerwać ze wszystkim, co znane i bezpieczne” dlatego wybrała Simo Jurka Reunamäki jako nowego producenta.
Teksty Sanni opierają się na jej własnych doświadczeniach. Mówi że trudno jej opisywać coś, czego nie przeżyła. Piosenki takie jak ”Että mitähän vittua”, ”Vahinko” czy ”Pornoo” były mocno krytykowane ze względu na frywolne teksty. Piosenkarka mówi, że nie chce celowo prowokować, ale kiedy coś ją wewnętrznie gryzie, chce o tym mówić, i jest gotowa łamać tabu.

### Styl osobisty i popularność
Sanni rzuca się w oczy także przez wymyślny styl ubioru. W roku 2016 Elle Style Awards Finland nagrodziło ją jako najlepiej ubraną kobietę roku. Jej ”znakiem rozpoznawczym” są też kolorowe włosy. Na początku blondynka, później farbowała włosy m.in. na niebiesko, zielono czy czerwono.
Sanni należy obecnie do najpopularniejszych muzyków w Finlandii. Zajmuje siódme miejsce wśród najczęściej w Finlandii słuchanych muzyków poprzedniej dekady (2010-2019) na Spotify, a od 2016 roku jest najczęściej słuchaną piosenkarką. Aleksi Kinnunen, recenzując album Trippi w Helsingin Sanomat, napisał: ”Chisu i Vesala to cenione w kręgach kultury artystki, JVG to najpopularniejszy fiński zespół, ale rola Sanni jest bardziej skomplikowana - i fascynująca: Nie jest 'biało-niebieskim głosem'. Jej teksty wzbudzają oburzenie. Jest jednocześnie najpopularniejszą piosenkarką i outsiderką.” Sanni jest też oceniana jako ”głos swojej generacji”. Wiele z jej piosenek mówi o inności i wyobcowaniu, a sama podkreśla: ”Chcę powiedzieć młodym ludziom, bądźcie tacy jacy jesteście.”

## Życie prywatne
W roku 2015 tygodnik Seiska napisał, że Sanni i piosenkarz Elias Kaskinen, pochodzący również z Lohji, byli parą. W 2019 Sanni przyznała, że korzysta z pomocy psychologa, żeby dowiedzieć się ”kim jest i dokąd zmierza”.

## Dyskografia

### Albumy studyjne
| Tytuł     | Dane                                                                                  | Lista         | Status                   |
| Tytuł     | Dane                                                                                  | Lista albumów | Status                   |
| --------- | ------------------------------------------------------------------------------------- | ------------- | ------------------------ |
| Sotke mut | - Data: 20 września 2013 - Format: CD, digital - Wydawca: Warner Music Finland        | 9             | Podwójna platynowa płyta |
| Lelu      | - Data: 24 kwietnia 2015 - Format: CD, digital - Wydawca: Warner Music Finland        | 1             | Podwójna platynowa płyta |
| Sanni     | - Data: 7 października 2016 - Format: CD, LP, digital - Wydawca: Warner Music Finland | 1             | Potrójna platynowa płyta |
| Trippi    | - Data: 28 czerwca 2019 - Format: CD, LP, digital - Wydawca: Warner Music Finland     | 1             | Podwójna platynowa płyta |

### Single
| Rok  | Tytuł                                 | Lista   | Lista     | Lista     | Lista | Album                                      |
| Rok  | Tytuł                                 | Singles | Downloads | Streaming | Radio | Album                                      |
| ---- | ------------------------------------- | ------- | --------- | --------- | ----- | ------------------------------------------ |
| 2013 | ”Prinsessoja ja astronautteja”        | 3       | 12        | –         | 24    | Sotke mut                                  |
| 2013 | ”Jos mä oon oikee”                    | –       | 19        | –         | 19    | Sotke mut                                  |
| 2013 | ”Me ei olla enää me”                  | 3       | 6         | 5         | 4     | Sotke mut                                  |
| 2014 | ”Dementia”                            | –       | –         | –         | 19    | Sotke mut                                  |
| 2014 | ”Hakuna matata”                       | –       | –         | –         | 34    | Sotke mut                                  |
| 2015 | ”2080-luvulla”                        | 3       | 1         | 1         | 1     | Lelu                                       |
| 2015 | ”Pojat” (z Tippa-T)                   | 11      | 13        | 10        | 68    | Lelu                                       |
| 2015 | ”Supernova”                           | –       | –         | 33        | 4     | Lelu                                       |
| 2015 | ”Ei”                                  | 3       | 4         | 9         | –     | Vain elämää – kausi 4, päivä               |
| 2016 | ”Että mitähän vittua”                 | 1       | 1         | 21        | 4     | Sanni                                      |
| 2016 | ”Vahinko”                             | 2       | 1         | 2         | 1     | Sanni                                      |
| 2016 | ”Oo se kun oot” (z Paperi T)          | 1       | 2         | 1         | 17    | Sanni                                      |
| 2016 | ”Ku Kanye Kanyee” (z Cheek)           | 5       | 12        | 5         | –     | Sanni                                      |
| 2017 | ”Tahdon rakastella sinua”             | 4       | 3         | 5         | 86    | Anssi Kela ja isot biisit                  |
| 2017 | ”Trampoliini”                         | –       | –         | 47        | 25    | Sanni                                      |
| 2017 | ”Timantit on ikuisia”                 | 5       | 2         | 5         | 33    | Vain elämää – kausi 7, ensimmäinen kattaus |
| 2017 | ”Malagaan”                            | –       | 11        | 31        | –     | Vain elämää – kausi 7, ensimmäinen kattaus |
| 2017 | ”Ravistettava ennen käyttöä”          | 13      | 20        | 13        | 63    | Vain elämää – kausi 7, ensimmäinen kattaus |
| 2017 | ”Minä sinua vaan”                     | 20      | 5         | 21        | –     | Vain elämää – kausi 7, toinen kattaus      |
| 2017 | ”Kelpaat kelle vaan” (z Apocalyptica) | 2       | 1         | 2         | 4     | Vain elämää – kausi 7, toinen kattaus      |
| 2017 | ”Kuka sen opettaa”                    | –       | 17        | 24        | –     | Vain elämää – kausi 7, toinen kattaus      |
| 2018 | ”Pornoo”                              | 1       | 1         | 1         | 60    | Trippi                                     |
| 2018 | ”Jacuzzi”                             | 1       | 1         | 2         | 18    | Trippi                                     |
| 2018 | ”Sit ku mä oon vapaa”                 | 7       | 2         | 7         | 7     | Trippi                                     |
| 2018 | ”Kaunis koti”                         | 2       | 9         | 2         | 34    | Trippi                                     |
| 2018 | ”Dracula”                             | 2       | –         | 2         | –     |                                            |
| 2019 | ”Hei kevät”                           | 2       | 1         | 2         | 35    | Trippi                                     |

### Gościnnie
| Rok  | Tytuł                                                                    | Lista   | Lista     | Lista   | Lista | Album                           |
| Rok  | Tytuł                                                                    | Singles | Downloads | Streams | Radio | Album                           |
| ---- | ------------------------------------------------------------------------ | ------- | --------- | ------- | ----- | ------------------------------- |
| 2012 | ”Pumppaa” (Aste i Sanni)                                                 | –       | 18        | –       | –     | Sirkus palaa                    |
| 2014 | ”Venäläist rulettii” (JVG i Sanni)                                       | –       | 2         | –       | –     | Voitolla yöhön                  |
| 2014 | ”Flexaa” (Cheek (raper) i Sanni ja VilleGalle)                           | 3       | 2         | –       | 7     | Kuka muu muka – Stadion Edition |
| 2015 | ”Lähtisitkö” (VilleGalle i Sanni)                                        | 1       | 2         | 6       | 2     | Vain elämää – kausi 4, ilta     |
| 2016 | ”Miten eskimot suutelee?” (Robin i Sanni)                                | 14      | 7         | 39      | 33    | Yhdessä                         |
| 2016 | ”Söpö” (Hank Solo i Sanni, Kasmir ja Kauniit & Uhkarohkeat)              | 1       | 4         | 1       | 59    |                                 |
| 2018 | ”Tule lähemmäs beibi 2018” (Kaija Koo, Jenni Vartiainen, Vesala i Sanni) | 8       | 1         | 8       | 52    |                                 |
| 2019 | ”Me melkein kuoltiin” (Apocalyptica, Sanni i Tippa)                      | 15      | –         | 16      | –     |                                 |
| 2020 | ”Uuden edessä” (Toivon kärki)                                            | 2       | –         | 2       | 2     |                                 |